# تحليل الخطاب بحسب فوكو
تحليل الخطاب بحسب فوكو هو بالتركيز على على روابط النفوذ في المجتمع المعبر عنها باللغة والممارسات، وهو ضرب من تحليل الخطاب يعود أصله إلى ميشال فوكو.